# Olindina
Olindina là một đô thị thuộc bang Bahia, Brasil. Đô thị này có diện tích 575,412 km², dân số năm 2007 là 25694 người, mật độ 44,7 người/km².